# Bith
 (signalé en juin 2025).
Si vous disposez d'ouvrages ou d'articles de référence ou si vous connaissez des sites web de qualité traitant du thème abordé ici, merci de compléter l'article en donnant les références utiles à sa vérifiabilité et en les liant à la section « Notes et références ».
- Archive Wikiwix
- Bing
- Cairn
- DuckDuckGo
- E. Universalis
- Gallica
- Google
- G. Books
- G. News
- G. Scholar
- Persée
- Qwant
- (zh) Baidu
- (ru) Yandex
- (wd) trouver des œuvres sur Wikidata

Pour l'espèce de Star Wars, voir bith.
Bith est un personnage fondateur de la mythologie celtique irlandaise, qui apparaît dans le Lebor Gabála Érenn (le « Livre des conquêtes d’Irlande »). Il est un des premiers habitants de l’Irlande.
Selon le Lebor Gabála Érenn, Bith, fils du patriarche biblique Noé, se serait vu refuser une place dans l’Arche de Noé avant le Déluge. Sa fille Cesair prend le commandement d’une expédition composée de cinquante femmes et de trois hommes : Bith lui-même, Fintan et Ladra son frère. Après une navigation qui dure sept ans, ils débarquent dans l’île 2958 ans avant Jésus Christ (ou 2361 ans selon les sources), en un lieu nommé Dún na mBarc (Bantry Bay dans le Comté de Cork). C’est le premier peuple de l’histoire mythique d’Érenn.
Les trois hommes épousent toutes les femmes, dix-sept pour Bith, dix-sept pour Fintan et seize pour Ladra. Le peuple de Cesair est le premier à occuper Érin, avant l’invasion des Fomoires.
La filiation avec Noé et le rapprochement avec la tradition biblique est un rajout tardif, dû aux clercs irlandais qui ont retranscrit le mythe au Moyen Âge. 